# 勢和多気インターチェンジ
勢和多気インターチェンジ（せいわたきインターチェンジ）は三重県多気郡多気町にある伊勢自動車道と紀勢自動車道のインターチェンジである。

## 道路
- E23 伊勢自動車道（39番）
- 接続する道路：国道42号

## 歴史

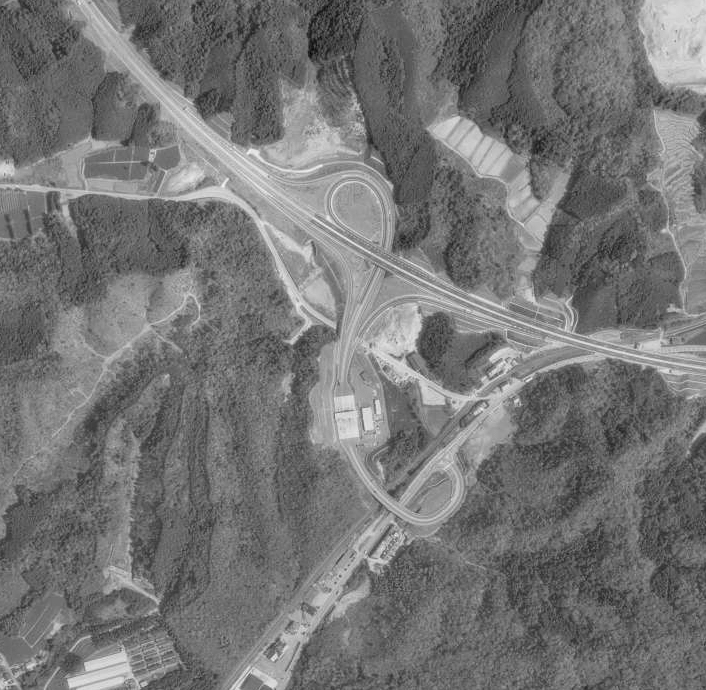
1993年時点の勢和多気IC。

2005年12月14日にICの移設が行われ、旧ICは勢和多気JCTになり、接続する紀勢自動車道側に新ICが追加されたため、伊勢自動車道の所属のまま紀勢自動車道の所属の扱いとなった。ただし、国道42号との接続部の位置は、IC移設前と同じである。
2019年にアクアイグニス多気（仮称）が開業することから、多気町は渋滞緩和策として伊勢道から直接、出入りできる専用道と料金所の設置に向け、国などと事務レベルの協議を始めた。結果的に正式名称はVISON（ヴィソン）となり、伊勢道上に多気ヴィソンスマートICを設置、施設は当初の予定から2年後の2021年に開業した。
- 1990年12月6日 : 久居IC - 当IC開通に伴い供用開始（開通当時は暫定2車線で、当ICが伊勢自動車道の終点だった）。
- 1993年3月29日 : 当IC - 伊勢IC開通・供用開始（開通当時は暫定2車線）。
- 2005年12月14日 : 現在地に移設。
- 2006年3月11日 : 当IC - 大宮大台IC開通・供用開始（紀勢自動車道開通時より暫定2車線）。

## 料金所
- ブース数：4

### 入口
- ブース数：2
  - ETC専用：1
  - ETC・一般：1

### 出口
- ブース数：2
  - ETC専用：1
  - ETC・一般：1

## 周辺
- 丹生大師
- コケコッコー共和国
- JR 紀勢本線 栃原駅・佐奈駅
- 佐那神社
- 五桂池ふるさと村
- シャープ多気事業部
- 多気町ふるさと交流館せいわ（図書館・郷土資料館）
- VISON - 施設と直結する多気ヴィソンスマートICが伊勢方面からの出口のみ利用可能なスマートICのため、名古屋・尾鷲方面からの出口、施設利用後の入口、一般車は当インターが至近となる。

## 隣
E23 伊勢自動車道
名古屋方面
(38) 松阪IC - (39-1) 勢和多気JCT - (39) 勢和多気IC
伊勢方面
(39) 勢和多気IC - (39-1) 勢和多気JCT - (39-2) 多気ヴィソンスマートIC - 多気PA - (40) 玉城IC
E42 紀勢自動車道
(39-1) 勢和多気JCT - (39) 勢和多気IC - 奥伊勢PA - (1) 大宮大台IC